# Marcus Nilsson
Marcus Nilsson (Rydebäck, 26 februari 1988) is een Zweeds professioneel voetballer, die doorgaans als centrale verdediger uitkomt. Nilsson debuteerde in 2011 in het Zweeds voetbalelftal.

## Clubcarrière

### Helsingborgs IF
Hij voetbalde in zijn jeugd bij Rydebäcks IF waar hij als spits diende, maar later omgeschoold werd tot verdediger. In 2001 zag de club Helsingborgs IF wel wat in het talent en nam hem op in hun jeugdkern. Nilsson maakte zijn profdebuut in het rode shirt van Helsingborgs IF in 2007 en voetbalde zich als vaste waarde in het team van 2009.
Nilsson speelde tevens voor het Zweedse team onder-21, waar hij een vast koppel vormde met Helsingborgs collega Joel Ekstrand. Dit zetten ze voort bij hun eigen team en ze werden genoemd als een van de beste verdedigers in de Zweedse Allsvenskan.

### FC Utrecht
In de zomer van 2011 werd Nilsson getransfereerd naar FC Utrecht. Met zijn transfer zou €1,1 miljoen gemoeid zijn. Het 2011/12 seizoen verliep moeizaam voor Nilsson, hij pakte een handvol gele kaarten en één rode kaart, kwakelde met zijn verdedigende spel, waardoor hij begin december 2011 terug naar het beloftenelftal werd gezet. Ook brachten twee blessures, waaronder een meniscusbeschadiging hem geen goed seizoen. In april 2012 werd hij door het blad Voetbal International uitgeroepen tot grootste miskoop van de Eredivisie.

### Kalmar FF
Op 31 januari 2014 werd Nilsson door FC Utrecht verhuurd aan Kalmar FF. Na het aflopen van het contract van Nilsson in de zomer van 2014, lijfde de Zweedse club Nilsson definitief in. De verdediger tekende een contract voor een half jaar. Op 12 februari 2015 maakte Kalmar FF bekend dat Nilsson ook in het seizoen 2015 de kleuren van de club zal verdedigen.
In 2017 speelde hij in Zuid-Korea voor Pohang Steelers. Vanaf begin 2018 trainde hij bij Eskilsminne IF en vanaf maart ging hij de dubbelfunctie van speler/assistent-trainer vervullen bij de club.